# Edward Alphonso Goldman
Edward Alphonso Goldman (Mount Carmel, 7 de julio de 1873-Washington D. C., 2 de septiembre de 1946) fue un naturalista, y taxónomo estadounidense.
Trabajó con Edward William Nelson por diez años estudiando vertebrados mexicanos terrestres.

## Biografía
Nacido Goltman, de padres estadounidenses-franco alemán Jacob H. y Laura C. Goltman. Eran originalmente de Pensilvania antes de mudarse a Illinois, a continuación, a Nebraska, donde su padre Jacob cambió el apellido por el de Goldman, y, finalmente a California. Allí, Jacob, que tenía un interés en la historia natural, se reunió con el naturalista Edward William Nelson, que estaba buscando un asistente, alrededor de 1891. El joven Edward se convirtió en ese asistente, comenzando una relación de amistad y profesional con Nelson que iba a durar hasta la muerte de este último.
Goldman hizo bien en su primer viaje de recolección conjunta en California, que concluyó en enero de 1892, y luego partió hacia México con Nelson para un viaje de tres meses. De hecho, se quedaron durante cuatro años, a partir de un conocido con México que los llevaría a casi todos los rincones del país y dar lugar a la colección de más de 20.000 especímenes de mamíferos Se encontró con Emma mayo de Chase en 1901, y se casó con ella el próximo año, el matrimonio producir tres hijos. Mientras que en los Estados Unidos, Goldman realizó muchas otras funciones, y durante la Primera Guerra Mundial en Francia trabajó en el control de roedores Después de ser liberado de tareas administrativas en 1928, fue capaz de dedicar todo su tiempo al estudio científico y continuó incluso después de su jubilación, en 1944 Goldman recogió su último mamífero el 4 de abril de 1946 en la Florida, un Geomyidae Continuó trabajando en los mamíferos mexicanos hasta un derrame cerebral el 30 de agosto de 1946; murió el 2 de septiembre de 1946, y fue enterrado en el Cementerio Nacional de Arlington el 6 de septiembre
Goldman publicó 206 artículos durante su vida y describió más de 300 nuevos mamíferos. En 1941, había descrito más nuevos mamíferos que cualquier otro científico vivo. Muchos animales fueron nombrados después de él, incluyendo varios mamíferos, algunas aves, una serpiente, una tortuga, una rana y un molusco. Hay incluso un pico montañoso Goldman, en Baja California En 1946, se convirtió en Pte. de la Sociedad Americana de Mastozoólogos.
Con su esposa, Emma, tuvieron tres hijos, Luther C., Orville M., y Nelson E.

## Membresías
- Unión Americana de Ornitólogos
- Club Ornitológico Cooper
- Asociación Americana para el Avance de la Ciencia
- Sociedad Americana de Mastozoólogos (de la que era Pte. cuando murió)
- Sociedad Biológica de Washington (fue Pte. por un tiempo)
- Academia de Ciencias de Washington
- Club Cosmos de Washington D. C.
- Club de Expedicionarios de Nueva York
- Club Ornitológico Baird.[10]

## Epónimos
Géneros vegetales
- (Asteraceae) Goldmania Greenm.[11]
- (Caesalpiniaceae) Goldmania Rose ex Micheli[12]
- (Fabaceae) Goldmania Rose ex Micheli[13]

Géneros animales
- (Trochilidae colibríes) Goldmania Edward William Nelson 1911

Especies animales
El epónimo de Goldman está inmortalizado en alrededor de 50 especies de mamíferos, aves, reptiles, moluscos, incluyendo al
- ratón Chaetodipus goldmani Wilfred Hudson Osgood 1900
- Cryptotis goldmani Clinton Hart Merriam 1895
- Neotoma goldmani Clinton Hart Merriam 1903
- Heteromys goldmani Clinton Hart Merriam 1902

Accidentes geográficos
En la península de Baja California un pico de montaña lleva su nombre.